# Château de Candie
Pour les articles homonymes, voir Candie (homonymie).
Le château de Candie ou de Saint-Simon-le-Vieux est un château – ou plutôt une maison forte – situé à Toulouse, dans le Midi de la France. Les parties les plus anciennes remontent aux XIIIe et XIVe siècles, ce qui en fait le plus ancien château de la commune.
Il est construit pour les Ysalguier, seigneurs de Saint-Simon, une des plus importantes familles de l'aristocratie toulousaine au Moyen Âge. Entre les XVIe et XVIIIe siècles, il passe entre les mains de divers propriétaires, avant d'être acquis par Jean-François-Marie Candie, trésorier général de France.
En 1976, le domaine est acquis par la mairie de Toulouse, qui poursuit à travers sa régie agricole, la plus importante de France, l'activité agricole du domaine – et particulièrement la viticulture. En 2001, le château est inscrit à l'inventaire supplémentaire des monuments historiques.

## Situation
Le château de Candie se situe au no 17 chemin de la Saudrune, dans le quartier historique de Saint-Simon, à Toulouse, dans le département français de la Haute-Garonne.
Contrairement à ce que l’on pourrait croire, le château de Candie ne se situait pas à Saint Simon mais bien à Lafourguette depuis 1848 date du démembrement de Lafourguette sur Saint Simon par Paul-Thérèse-David d'Astros, archevêque de Toulouse.

## Histoire

### Moyen Âge et période moderne
Au XIIIe siècle, la seigneurie de Saint-Simon est un vaste domaine de 500 arpents – environ 2,84 km² – qui s'étend à la fois sur les territoires de Toulouse, Portet-sur-Garonne et Cugnaux. Il est entre les mains de la famille Ysalguier, une puissante famille de marchands toulousains, qui sont aussi seigneurs d'Auterive, Castelnau-d'Estrétefonds, Clermont-le-Fort et Fourquevaux, dont plusieurs membres sont capitouls entre la fin du XIIIe et le XVIe siècle, qui l'ont probablement reçu des Falgar, autre importante famille de capitouls toulousains, seigneurs de Venerque et de Miremont. Ils y possèdent en particulier le droit de haute justice. Le château de Saint-Simon est alors une vaste bâtisse carrée, dont les murs nus sont percés de meurtrières, et entourée au sud et à l'est de fossés mis en eau grâce à la proximité du ruisseau du Roussimort. On trouve également, près du château, une église, qui dessert les habitants de Saint-Simon et des alentours.
Le 11 novembre 1498, Adhémar Ysalguier vend le domaine et le château de Saint-Simon à Jean Laysani, notaire toulousain. En 1540, l'ensemble passe à Mariet d'Angilbaut de Chabanès, conseiller au parlement. Par la suite, au XVIIe siècle, la seigneurie est divisée entre les familles Caulet, Delpech et Mariotte. Au milieu du XVIIIe siècle, elles sont réunies par Jean-François-Marie Candie, trésorier général de France, qui s'occupe de façon active de la valorisation et du développement agricole de son domaine. En 1779, lorsque l'archevêque de Toulouse, Étienne-Charles de Loménie de Brienne, décide le déplacement de l'église au cœur du village de Saint-Simon (actuelle église Saint-Simon, no 1 place de l'Église-Saint-Simon), Jean-François-Marie Candie refuse d'abord de dépouiller l'église du château de ses vases, de ses cloches et de ses tableaux, avant de céder en 1782.

### Époque contemporaine
La Révolution française, si elle supprime les droits seigneuriaux, n'enlève pas le château de Saint-Simon à la famille Candie. En 1796, François Candie fait même l'acquisition de l'ancienne église paroissiale, devenue bien national. Au début du XIXe siècle, le domaine de Candie est encore considérable : il compte alors des champs, des jardins, des vignes, des prés, une oseraie, un vivier, des bois. Il se transmet à Jean-Théodore Candie (1785-), commandant d'artillerie, puis à Guillaume-Camille-Alfred Candie de Saint-Simon (1823-1895). À sa mort, à la fin du XIXe siècle, le château passe à Mme Bary, résidant à Carcassonne, puis, avant la Seconde Guerre mondiale, à son fils, Jean-Louis-Eugène Bary.
En 1976, Jean-Louis-Eugène Bary vend le domaine à la mairie de Toulouse. La régie agricole municipale y exploite les terres pour produire du vin et des céréales. Au cours des dernières années, le bureau du Patrimoine de Toulouse et Patrimoine de France, en plus de divers chercheurs en archéologie de l'université Jean-Jaurès, et études d'architecture médiévale par des universités locales ont mis en place un programme de restauration et de préservation, programme sous la supervision de la mairie de Toulouse.
Habituellement le château est fermé au public, le domaine de Candie participe à la journée du réseau "Bienvenue à la ferme" et ouvre le dimanche 3 juin 2018. Actuellement, le programme de visites est rattaché à l'événement "Journée portes ouvertes": au château de Candie, ce programme apporte dégustations de vins de la région et de produits locaux, visite du parc et du château sont au programme de cette 5e journée portes ouvertes des Journées européennes du patrimoine.

### Liste des seigneurs
Les Laysani
La seigneurie et le château furent vendus le 11 novembre 1498 à la famille Laysani.
- Jean Laysani, seigneur de Saint-Simon, et notaire de Toulouse.

Les Chabanès
Vers 1540, le domaine est acquis par la famille d'Angilbaut de Chabanès dit Chabanès.
- Mariet d'Angilbaut de Chabanès, seigneur de Saint-Simon et conseiller au Parlement de Toulouse.

Les Candie
Durant la période allant du XVIIe au XIXe siècle, les seigneurie et château sont devenus la propriété de la famille de Candie, le château prenant désormais le nom de Candie. Avant cette période, la seigneurie était divisée en trois domaines, mais réunies de nouveau par les de Candie.
- Jean-Baptiste de Candie, un riche négociant, payeur des gages du parlement, qui acquiert une partie du domaine en 1729, plus qu'en 1734 son fils Stéphan de Candie a été marié Thérèse Simon dit Madame Simon qui apporta en dot d'autres domaines et des terres dans le Lauragais, et l’agrandit par des achats successifs en 1750 et 1751, reformant une partie de la seigneurie de Saint-Simon divisée depuis le XVIIe siècle, il a acheté pas à pas tous les territoires environnants du château, jusqu'à obtenir la valeur de territoire équivalente pour l'obtention de son titre sous cession de la couronne française et il est devenu seigneur de Saint-Simon[14].

- Jean-François-Marie de Candie, seigneur de Saint-Simon et trésorier général du roi de France à Toulouse. La famille de Candie a commencé à produire du vin[15] ainsi que promouvoir les services à l'église et la chapelle[16] du château. Grâce à son père, il est dit fortuné, de par ses possessions à Saint-Simon et de par sa fortune très brillante, il a fortifié la famille pour que l'église catholique celui des Bénédictins obtienne une pétition en faveur de l'octroi de la catégorie de baronnie à Saint-Simon, sa quête ne fut pas accomplie tant que la construction d'une nouvelle église ne fut pas prévue, même si le titre ne fut pas acquis jusqu'à nouvel investissement. Le 20 décembre 1777, après accord des paroissiens de Saint-Simon, le conseil de ville approuve les plans et devis de l’église[17], du presbytère et du cimetière dressés par l’ingénieur de la Ville Étienne Carcenac et ordonne leur exécution[18], rendue effective par l’ordonnance des États de Languedoc du 26 août 1779[19]. Jusqu'en 1787, date à laquelle il obtint un nouveau titre de prairie, baron de Villenouvelle-Les-Saint-Simon[20], créé et accordé par la généralité de Toulouse. La seigneurie a été érigée en seigneurie, et la famille a obtenu le titre de baron[21][réf. à confirmer] de Villenouvelle-Les-Saint-Simon par la généralité de Toulouse et la cour royale des comtes de Toulouse, et le droit de la production de céréales et de appellation vin du Pays du Comté Tolosan.
- le baron Jean-Théodore de Candie Saint-Simon, seigneur de Saint-Simon (1801/1855)[22], en 1818 épouse Emma de Martin d’Ayguesvives d’où 4 enfants :
- Alphonse de Candie Saint-Simon, seigneur de Saint-Simon (-1831), épouse Philippe de Geyde
- le baron Guillaume-Alfred de Candie de Saint-Simon, seigneur de Saint-Simon (1823-1895), épouse en 1854 Anita d’Espouy, d’où 2 enfants : Amélie de Candie Saint-Simon religieuse réparatrice a Toulouse, et Pauline de Candie Saint-Simon, dame de Saint-Simon (1859/1897), épouse en 1881 Gabriel de Blay de Gaïx d’où 5 enfants; leur fils aîné était Guillaume de Blay de Gaïx (1891/1965), épouse Marielle de Fournas d’où 4 enfants : Alain, Christian, Jacqueline (B.Botreau), Nicole
- Amélie de Candie de Saint-Simon, baronesse de Candie Saint-Simon (1807-1880), épouse le baron Eloi de Bellissen
- Pauline de Candie de Saint-Simon, baronesse de Candie Saint-Simon et marquise de Bon (-1880), épouse le marquis Félix de Bon d’où 2 enfants : Henri le Bon de Candie, marquis de Bon (-1889), épouse Anne de Castillon-Saint-Victor d’où 3 fils; et leur fille la marquise Etiennette de Bon, épouse le Marquis de Pompignan[Lequel ?].

Le dernier des Candie à posséder Saint-Simon-le-Vieux fut le comte et diplomate Guillaume-Alfred-Marie-François de Candie Saint-Simon (1823-1895) dit le baron Guillaume-Alfred, fils de Jean-Théodore de Candie Saint-Simon, baron de Candie Saint-Simon, et Emma de Martin d'Ayguesvives, mais le titre de baron de Candie Saint-Simon est resté dans la famille et il a été accordé à la famille transmise le long de leur fils aîné Alphonse de Candie Saint-Simon d'Ayguesvives (1819-), qui passe le domaine de Candie à la fin du XIXe siècle à la veuve de François Bary et ensuite à son fils Louis-Eugène de Bary.

## Description

### Château
Ce bâtiment carré était flanqué au nord-est par une tour carrée. Les autres angles de la forteresse supportaient des échauguettes de défense – celle placée sud-ouest est disparue. Au XVIIe siècle, le château ayant perdu sa vocation défensive, des fenêtres à croisée en pierre sont percées à l'étage. Elles ont des meneaux sculptés d'une rosace. La porte de la façade principale, au sud, présente une porte de style gothique voutée en ogive à double rouleau de briques. La clef de voûte en pierre est martelée, mais présentait probablement les armes de la famille des Ysalguier.
À l'intérieur de la cour centrale, le mur sud conserve des traces de fenêtres de style gothique. La porte d'entrée s'ouvre sur un vestibule carré voûté de croisées d'ogives dont les nervures retombent sur des culots sculptés de têtes de femmes.

### Chapelle

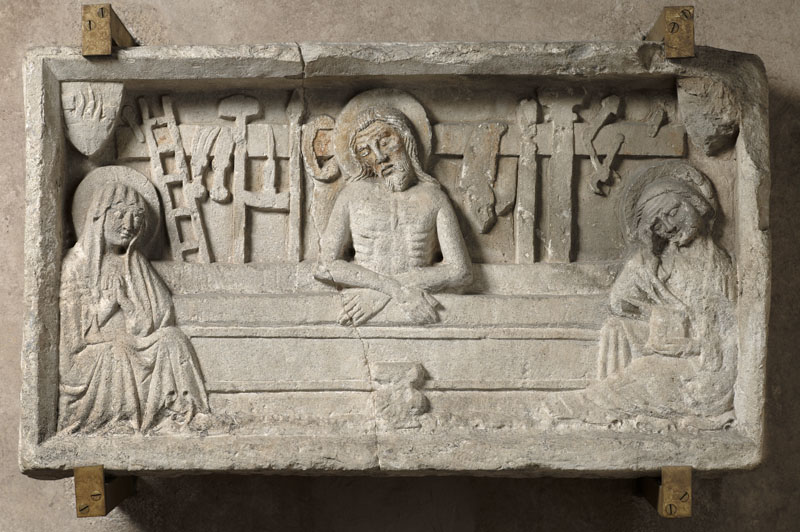
Christ au tombeau (fin du, musée des Augustins).

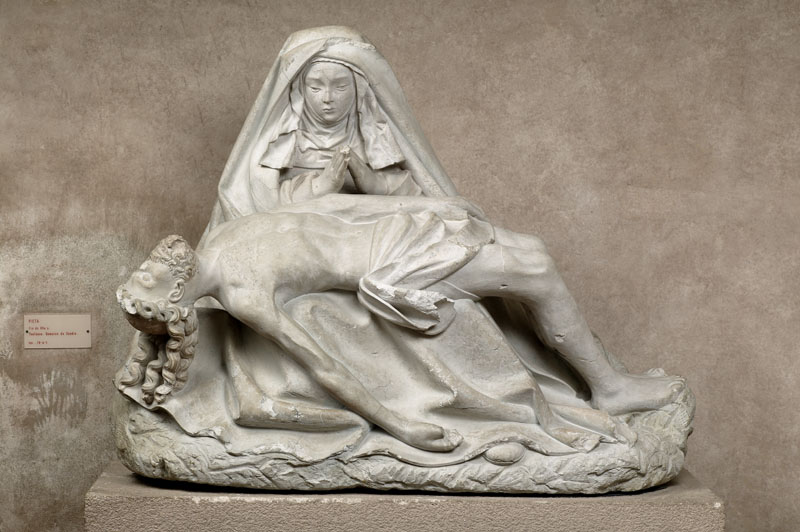
Pietà (dernier quart du XIVe siècle, musée des Augustins).

L'église de Saint-Simon est établie, jusqu'en 1775, dans la chapelle du château. Elle est placée sous le vocable de Notre-Dame-de-Pitié. Sur la façade, un bas-relief du dernier quart du XIVe siècle représente le Christ au tombeau entre Marie, à sa gauche, et saint Jean l'Evangéliste, à sa droite : il est déposé, depuis 1978, au musée des Augustins, et remplacé par une copie. Enfin, l'église abritait une Pietà de la fin du XVe ou XVIe siècle.
Outre son terroir, le domaine de Candie conserve des bâtiments dont l'origine remonte pour certains au Moyen Âge, la chapelle, vignobles, diverses structures médiévales telles que des moulins à vent, des sites aquatiques et des espaces verts.

## Protection
Le 22 octobre 1942, le domaine de Candie, incluant le château, mais aussi le parc et les bâtiments qui s'y trouvent, sur une superficie de 18,68 hectares, est  inscrit à l'inventaire des sites.
Le 14 septembre 2001, le seul château de Candie est inscrit à l'inventaire supplémentaire des monuments historiques. La municipalité de Toulouse est en effet propriétaire du Château et Domaine de Candie, au Sud-Ouest de la ville. C'est le seul château fort toulousain, en briques, avec un parc de 12 hectares et un plan d'eau. Le domaine comprend également 273 hectares dévolus aux grandes cultures, bientôt entièrement biologiques. Quant au vignes, elles s'étendent sur 25 hectares, exploitées par la Régie Agricole de la ville, produisent 30 000 bouteilles de vin.

## Régie agricole municipale
La régie agricole municipale est fondée en 1976, à la suite de l'acquisition des 90 hectares du domaine agricole de Candie par la mairie de Toulouse. Elle est, avec 700 hectares, la plus importante régie agricole municipale de France.
Le domaine de Candie s'est réduit. Il compte un verger et des vignes. Celles-ci, plantées sur 14,2 hectares en cabernet sauvignon, cabernet franc, négrette, mauzac et syrah. Le vin est créé dans le château de Candie, qui abrite les installations viticoles. Ils permettent de créer des vins rouge, blanc et rosé, Le Domaine de Candie, sous l'appellation comté-tolosan. Au pied du pigeonnier se trouvent également une vingtaine de ruches gérées par l’association « Abeillement Vôtre ».
Par ailleurs, le domaine de Candie accueille, une fois par semaine, le Drive Fermier Toulousain, créé à l'initiative de la Chambre d'agriculture, ainsi que l'Association pour le maintien d'une agriculture paysanne (Amap) de Saint-Simon.